# O'Dessa
O'Dessa è un film del 2025 diretto da Geremy Jasper.

## Trama
Una ragazza di campagna cerca in tutti i modi di recuperare un cimelio di famiglia. Per trovarlo raggiunge una città strana e pericolosa dove incontrerà il suo vero amore. Per poterlo salvare dovrà mettere alla prova il potere del destino.

## Distribuzione
Il film è stato distribuito sulla piattaforma Disney+ a partire dal 20 marzo 2025.

## Colonna sonora
La colonna sonora di O'Dessa, film musicale del 2025 diretto da Geremy Jasper, accompagna l'opera con una selezione di brani originali che mescolano Folk, Rock, Pop e ballate romantiche. Interpretata dalla protagonista Sadie Sink e da altri membri del cast, la musica riflette i temi della narrazione post-apocalittica, raccontando un viaggio di redenzione, amore e identità attraverso arrangiamenti evocativi e testi emotivi. La soundtrack è disponibile su piattaforme digitali e in edizione vinile. La Colonna sonora è stata distribuita dalla 20th Century Studios e Hollywood Records.

### Tracce
1. Here Comes the Seventh Son (Sadie Sink) – 3:24
2. Ramblin' Down the Road (Sadie Sink) – 2:29
3. The Song (Love Is All) (Sadie Sink) – 4:05
4. Johnny Fame (Kelvin Harrison Jr.) – 2:22
5. Under the Stars (Sadie Sink) – 2:01
6. Feelin' Free (Sadie Sink e Kelvin Harrison Jr.) – 5:51
7. Cursed Six Strings (Bree Elrod, Sadie Sink e Ponkey LaFarge) – 3:13
8. Ramblin' Blues (Sadie Sink) – 1:35
9. Onederworld (Murray Bartlett e Emily Forsythe) – 2:31
10. Yer The One (Sadie Sink e Kelvin Harrison Jr.) – 3:47
11. Stangerland (Sadie Sink) – 1:57
12. Plazma Rose (Sadie Sink) – 2:08
13. O'Desaa Theme (Here Comes the Seventh Son Reprise) (Geremy Jasper, Jason Binnick e Sadie Sink) – 2:05